# Olympique de Marseille 1974-1975
Questa voce raccoglie le informazioni riguardanti l'Olympique de Marseille nelle competizioni ufficiali della stagione 1974-1975.

## Maglie e sponsor
Lo sponsor tecnico per la stagione 1974-1975 è Adidas per un ininterrotto sodalizio fino alla stagione 2018-2019, mentre lo sponsor ufficiale è Michel Axel.
| Manica sinistra · Manica sinistra · Maglietta · Maglietta · Manica destra · Manica destra · Pantaloncini · Pantaloncini · Calzettoni · Calzettoni |

## Rosa
| N. |                    | Ruolo | Calciatore        |
| -- | ------------------ | ----- | ----------------- |
|    | Francia (bandiera) | P     | René Charrier     |
|    | Francia (bandiera) | P     | Gérard Migeon     |
|    | Francia (bandiera) | D     | Alain Bouze       |
|    | Francia (bandiera) | D     | François Bracci   |
|    | Francia (bandiera) | D     | Roland Gransart   |
|    | Francia (bandiera) | D     | Jacky Lemée       |
|    | Francia (bandiera) | D     | Jean-Pierre Lopez |
|    | Francia (bandiera) | D     | Marius Trésor     |
|    | Francia (bandiera) | D     | Albert Vanucci    |
|    | Francia (bandiera) | D     | Victor Zvunka     |
|    | Francia (bandiera) | C     | Michel Albaladéjo |
|    | Francia (bandiera) | C     | Georges Bereta    |
|    | Francia (bandiera) | C     | Robert Buigues    |

| N. |                           | Ruolo | Calciatore      |
| -- | ------------------------- | ----- | --------------- |
|    | Francia (bandiera)        | C     | Georges Eo      |
|    | Brasile (bandiera)        | C     | Jairzinho       |
|    | Francia (bandiera)        | C     | Daniel Leclercq |
|    | Francia (bandiera)        | C     | Felix Lendo     |
|    | Francia (bandiera)        | C     | Daniel Mahieu   |
|    | Costa d'Avorio (bandiera) | C     | Desiré Sikely   |
|    | Francia (bandiera)        | A     | Albert Emon     |
|    | Brasile (bandiera)        | A     | Paulo César     |
|    | Argentina (bandiera)      | A     | Raúl Nogués     |
|    | Francia (bandiera)        | A     | Marc Ropero     |
|    | Jugoslavia (bandiera)     | A     | Josip Skoblar   |
|    | Argentina (bandiera)      | A     | Alfonso Troisi  |

## Statistiche

### Andamento in campionato
| Giornata  | 1  | 2  | 3 | 4 | 5 | 6 | 7 | 8 | 9 | 10 | 11 | 12 | 13 | 14 | 15 | 16 | 17 | 18 | 19 | 20 | 21 | 22 | 23 | 24 | 25 | 26 | 27 | 28 | 29 | 30 | 31 | 32 | 33 | 34 | 35 | 36 | 37 | 38 |
| --------- | -- | -- | - | - | - | - | - | - | - | -- | -- | -- | -- | -- | -- | -- | -- | -- | -- | -- | -- | -- | -- | -- | -- | -- | -- | -- | -- | -- | -- | -- | -- | -- | -- | -- | -- | -- |
| Luogo     | C  | T  | C | T | C | T | C | T | C | T  | C  | C  | T  | C  | T  | C  | T  | C  | T  | C  | T  | C  | T  | C  | T  | C  | T  | C  | C  | T  | C  | T  | C  | T  | C  | T  | C  | T  |
| Risultato | N  | P  | V | V | V | P | V | P | P | N  | V  | V  | N  | N  | P  | V  | P  | P  | N  | V  | N  | V  | P  | N  | V  | V  | V  | V  | N  | V  | V  | V  | N  | P  | V  | P  | V  | P  |
| Posizione | 10 | 15 | 9 | 5 | 2 | 6 | 4 | 6 | 9 | 11 | 7  | 4  | 6  | 6  | 7  | 5  | 6  | 12 | 13 | 9  | 9  | 7  | 8  | 10 | 8  | 6  | 3  | 3  | 2  | 2  | 2  | 2  | 2  | 2  | 2  | 2  | 2  | 2  |

Fonte:  France » Ligue 1 1974/1975 » Schedule, su worldfootball.net.
Legenda:

Luogo: C = Casa; T = Trasferta. Risultato: V = Vittoria; N = Pareggio; P = Sconfitta.